# Дубровка (Пречистенское сельское поселение)
Дубровка — деревня в Гагаринском районе Смоленской области России. Входит в состав Гагаринского сельского поселения (в 2004—2018 годах — Пречистенского).
По состоянию на 2007 год постоянного населения не имеет. 
Расположена в северо-восточной части области в 21 км к северо-западу от Гагарина, в 30 км севернее автодороги М1 «Беларусь», на берегу реки Олеля. В 24 км юго-восточнее деревни расположена железнодорожная станция Гагарин на линии Москва — Минск. 

## История
В годы Великой Отечественной войны деревня была оккупирована гитлеровскими войсками в октябре 1941 года, освобождена в марте 1943 года.